# 第78回カンヌ国際映画祭
第78回カンヌ国際映画祭（だい78かいカンヌこくさいえいがさい、2025 Cannes Film Festival）は、2025年5月13日から12日間に渡って開催された。フランスの女優ジュリエット・ビノシュが審査委員長を務めた。パルム・ドールはジャファール・パナヒ監督のイラン映画『یک تصادف ساده (Un Simple Accident)』が受賞した。

## 概要
今回はオープニング作品にアメリエ・ボニン監督のフランス映画『Partir un jour』が選出され、公式ポスターには第19回にてパルム・ドールを受賞した1966年公開のクロード・ルルーシュ監督によるフランス映画『男と女』よりアヌーク・エーメとジャン＝ルイ・トランティニャンが抱擁する一場面を2枚のポスターとして採用された。ポスターの採用理由については「繊細さと誘惑の2人の壮大なヒーローへのオマージュ」であるとし、「この抱擁は間違いなく第7芸術で最も有名であり、愛し合う男女を切り離すことはできず、その男女を切り離すことはできないため、カンヌ映画祭はその歴史の中で初めて、ダブルの公式ポスターを発表することにした。男と女。向かい合って、でも一緒に。」「カンヌ国際映画祭は、人々が分離、区分、隷属を望んでいるように見える今、団結を望んでいる。身体、心、魂をひとつにする。自由を奨励し、それを永続させるための動きを表現する。人生の旋風を体現し、何度でもそれを祝福するために。」としている。
名誉パルム・ドールはロバート・デ・ニーロとデンゼル・ワシントンに授与され、ロバートには映画祭初日のオープニングセレモニーで、デンゼルにはアウト・オブ・コンペティション部門に出品されていた出演作『天国と地獄 Highest 2 Lowest』のプレミア上映直前にサプライズという形で授与した。
日本からはコンペティション部門に早川千絵監督の『ルノワール』、ある視点部門に石川慶監督の『遠い山なみの光』、アウト・オブ・コンペティション部門のミッドナイト・スクリーニングにて川村元気監督の『8番出口』、カンヌ・プレミア部門に深田晃司監督の『恋愛裁判』、シネフォンダシオン部門にENBUゼミナールの田中未来監督による『ジンジャー・ボーイ』、カンヌ・クラシックス部門に公開70周年を記念して深田晃司監督監修のもとデジタル修復された成瀬巳喜男監督が1955年に製作した『浮雲』、シネマ・デ・ラ・プラージュに公開40周年を記念して4Kリマスターされた押井守監督が1985年に製作された『天使のたまご』、監督週間に李相日監督の『国宝』と団塚唯我監督『見はらし世代』、批評家週間に瀬戸桃子監督の『Dandelion's Odyssey』が出品され、『ジンジャー・ボーイ』が第3位に入賞、『Dandelion’s Odyssey』が国際批評家連盟賞を受賞した。
また、ACIDの上映作品が発表された翌日(2025年4月16日)、セビテ・ファルシ監督のドキュメンタリー映画『Put Your Soul on Your Hand and Walk』に出演している一人であるパレスチナ人フォトジャーナリストのファトマ・ハッスーナがガザ市の自宅へのイスラエル軍の空爆により、家族10名と共に死亡した。映画祭は公式声明を発表し、哀悼の意を表明するとともに、ガザで続く暴力を批判した。映画祭の初日には、ジョナサン・グレイザー、ヌリ・ビルゲ・ジェイラン、ビクトル・エリセ、アフシア・ヘルジ、アキ・カウリスマキ、ナダヴ・ラピド、クレベール・メンドンサ・フィリオ、ペドロ・アルモドバル、デヴィッド・クローネンバーグ、リューベン・オストルンドを含む350人以上の監督、俳優、プロデューサーが、ハッスーナの殺害を非難する書簡に署名し、「ガザで大量虐殺が行われている間、私たちは黙っていることはできない」としてガザで続く大量虐殺を非難した。
なお、映画祭最終日である5月24日、放火による停電で午前中の上映が中断された。